# Dischi di Mach

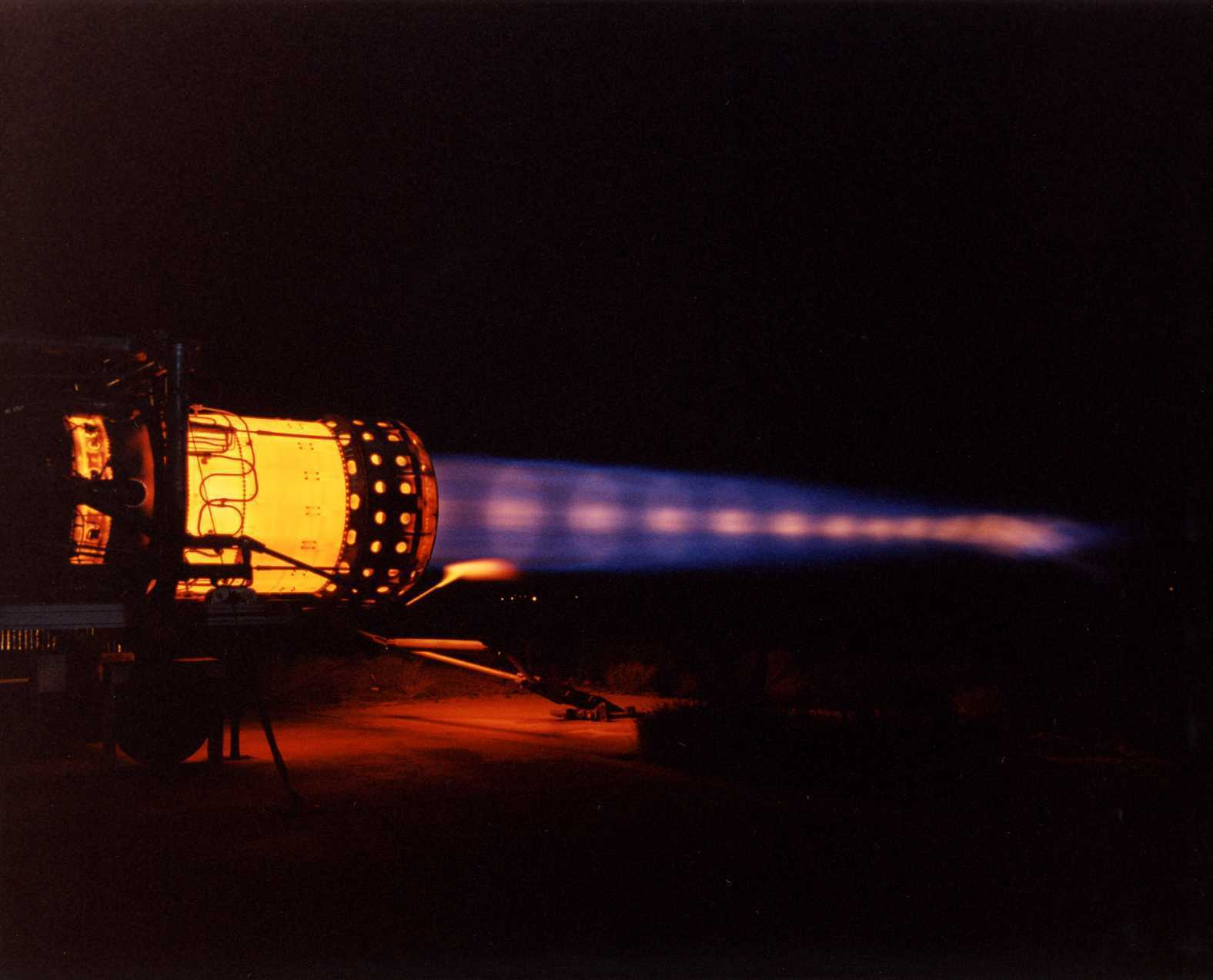
I dischi di Mach sono le aree luminose visibili nello scarico di questo motore Pratt & Whitney J58 con postbruciatore, durante un test a terra, mentre brucia il combustibile rimasto da un SR-71 prima del termine del programma.

I dischi di Mach sono una formazione di onde stazionarie che compare nel flusso di scarico supersonico di un sistema di propulsione aerospaziale, come ad esempio un motore a reazione supersonico, razzo, ramjet, o scramjet, quando viene azionato in atmosfera. I dischi sono generati dal complesso campo di efflusso di gas dal razzo e sono visibili a causa delle brusche variazioni della densità locale e della pressione causate dalle onde d'urto stazionarie. I dischi (o diamanti, a seconda dell'aspetto) prendono il nome da Ernst Mach, il fisico che per primo li ha descritti.